# Nogir
Nogir (ros. Ногир) – wieś w Rosji, w Osetii Północnej, w rejonie prigorodnym. W 2021 liczyła 12 011 mieszkańców.

## Urodzeni
- Timur Tajmazow - ukraiński sztangista pochodzenia osetyjskiego.